# 한국민요대전
한국민요대전은 MBC 표준FM(수도권 FM 95.9㎒, AM 900㎑)에서 1989년 4월 10일부터 2008년 8월 30일까지 방송된, 토속민요를 전문적으로 소개하는 라디오 프로그램이다.

## 역사
1989년 4월 10일에 첫방송을 시작했으며, 원래는 오후 4시 5분에 방송됐으나, 1999년 3월 29일부터 밤 8시 50분으로 시간대를 이동했다가, 2000년 10월 23일부터 새벽 5시 55분으로 시간대를 이동하여 방송했으나, 2008년 8월 30일 방송을 19년 만에 마지막으로 폐지되었다.

## 진행
- 최상일

## 역대 방송시간
| 방송 채널  | 방송 기간                           | 방송 시간                       |
| ---------- | ----------------------------------- | ------------------------------- |
| MBC 표준FM | 1989년 4월 10일 ~ 1999년 3월 31일   | 월~토요일 오후 4:05 ~ 오후 4:10 |
| MBC 표준FM | 1999년 4월 1일 ~ 2000년 10월 22일   | 매일 밤 8:50 ~ 밤 9:00          |
| MBC 표준FM | 2000년 10월 23일 ~ 2003년 10월 19일 | 매일 새벽 5:55 ~ 아침 6:00      |
| MBC 표준FM | 2003년 10월 20일 ~ 2008년 8월 30일  | 월~토요일 새벽 5:55 ~ 아침 6:00 |